# Unown
Unown és una de les espècies que apareixen a la franquícia Pokémon. El seu nom significa unknown, desconegut en anglès. És un Pokémon de tipus psíquic.
Els Unown van ser presentats com els principals antagonistes a la pel·lícula Spell of the Unown, la tercera pel·lícula de Pokémon. Unown també han aparegut en Super Smash Bros. Melee i al manga Pokémon Adventures. Els Unown han rebut, generalment, una recepció negativa.
Els Unown són uns estranys Pokémon amb forma de jeroglífics que poden tenir fins a 28 formes diferents basades en les lletres de l'alfabet llatí, a més d'un signe d'interrogació i un signe d'exclamació. Sempre tenen similituds, amb un cos aixafat de color negre i un ull. En l'anime, sempre resideixen en misterioses càmeres, amb altres Unown, i sempre atrapats a les parets.
Són Pokémon molt especials. Es diu que tenen poders secrets i que viuen en una altra dimensió. Altres diuen que són Pokémon en forma de lletra i que són Pokémon que existeixen des de fa més de 1500 anys, el que fa pensar que els Unown són prehistòrics. La primera vegada que es va saber dels Unown va ser en les troballes arqueològiques de les Ruïnes Alfa, a la regió de Johto, és a dir, que van aparèixer amb la segona generació. A la tercera generació III es van descobrir dues noves formes no vistes abans: el signe d'interrogació i el signe d'exclamació, que s'amagaven a l'illa Setena de l'arxipèlag Archi7, al sud de la regió de Kanto. A més, els Unown es caracteritzen per aprendre un únic moviment: Poder Ocult. Necessiten 1.000.000 punts d'experiència per arribar al Nivell 100.